# Урюпинка
Урю́пинка (каз. Урюпинка) — село в Аккольском районе Акмолинской области Казахстана. Административный центр Урюпинского сельского округа. Код КАТО — 113255100.
Основано в 1884 году, до 1901 года — село Сосновка.

## География
Село расположено на берегу реки Талкара, в западной части района, на расстоянии примерно 37 километров (по прямой) к западу от административного центра района — города Акколь.
Абсолютная высота — 316 метров над уровнем моря.
Климат холодно-умеренный, с хорошей влажностью. Среднегодовая температура воздуха отрицательная и составляет около −3,5°С. Среднемесячная температура воздуха в июле достигает +19,7°С. Среднемесячная температура января составляет около −15,1°С. Среднегодовое количество осадков составляет около 430 мм. Основная часть осадков выпадает в период с июня по август
Ближайшие населённые пункты: село Ерофеевка — на юго-западе, село Амангельды — на северо-востоке, село Малоалександровка — на северо-западе.
Севернее села проходит автодорога областного значения — КС-8 «Новый Колутон — Акколь — Азат — Минское».

## Население
В 1989 году население села составляло 2102 человека (из них русские — 38 %, немцы — 21 %).
В 1999 году население села составляло 1649 человек (827 мужчин и 822 женщины). По данным переписи 2009 года, в селе проживало 1590 человек (808 мужчин и 782 женщины).
| Численность населения | Численность населения | Численность населения |
| 1989                  | 1999                  | 2009                  |
| --------------------- | --------------------- | --------------------- |
| 2102                  | ↘1649                 | ↘1590                 |